# MANAS Journal
MANAS era una publicación semanal de ocho páginas, escrita y editada por Henry Geiger desde 1948 hasta 1988. Cada edición tradicionalmente contenía importantes ensayos cortos que trataban sobre la condición humana, examinando particularmente asuntos ambientales y éticos desde una perspectiva global. En MANAS colaboraron prominentes figuras públicas. El influyente ensayo de E. F. Schumacher Buddhist Economics fue publicado primero en esta revista.